# Praha-Komořany
Praha-Komořany egy csehországi vasútállomás, Prágában.

## Megközelítés helyi közlekedéssel
- Vonat:   S8   S88

## Vasútvonalak
Az állomást az alábbi vasútvonalak érintik:
- Prága–Vrané nad Vltavou–Čerčany/Dobříš-vasútvonal

## Szomszédos állomások
A vasútállomáshoz az alábbi állomások vannak a legközelebb:
- Praha-Modřany zastávka
- Praha-Zbraslav

## Fordítás
- Ez a szócikk részben vagy egészben  a   Praha-Komořany című lengyel Wikipédia-szócikk fordításán alapul.  Az eredeti cikk szerkesztőit annak laptörténete sorolja fel. Ez a jelzés csupán a megfogalmazás eredetét és a szerzői jogokat jelzi, nem szolgál a cikkben szereplő információk forrásmegjelöléseként.